# سالجوتارجان
سالجوتارجان (بالإنجليزية: Salgótarján)‏ هي بلدة تتمتع بحقوق مقاطعة هنغاريا، تتبع Salgótarján District ‏، هي عاصمة Salgótarján District ‏، بلغ عدد سكانها 37199  نسمة، في 1 يناير 2013، تبلغ مساحتها 102960000 متر مربع، رمزها البريدي هو 3100.

## مدن توأم
المدن التوأم:
- فيغارانو مايناردا
- دونكاستر
- كيميروفو
- غليفيتسه
- فانتا.

## أعلام
- إرني غوباني
- آدم سيمون
- فاني كينييريس
- إيفان منزيل
- يوزيف كيس
- إشتفان غال
- فيرينتس سويكا